# Прва лига Македоније у фудбалу 2017/18.
Прва лига Македоније у фудбалу у сезони 2017/18. је била 26. сезона овог такмичења од оснивања лиге 1992. и то је први степен такмичења у Македонији.
Као и у претходној, и у овој сезони је учествовало 10 екипа које су укупно одиграле 36 утакмица по четворокружном систему уз паузу између јесењег и пролећног дела сезонеu. Шампион Шкендија је учествовала у квалификацијама за Лигу шампиона, а Вардар, Работнички и Шкупи у квалификацијама за Лигу Европе.
У Другу лигу Македоније су испали Скопје и Пелистер, док је осмопласирана Победа играла бараж меч са трећепласираним тимом Друге лиге (знаничан назив за бараж меч је плеј-оф)..
У претходној сезони из лиге су испали Брегалница из Штипа и Македонија Ђорђе Петров из Скопља а у лигу су ушли тимови Академија Пандев из Струмице и ФК Скопље из Скопља.
У овој сезони титулу је бранио Вардар који је у овој сезони направио историјски успех и постао први македонски тим који се пласирао у групни део неког од европских такмичења (Лига Европе) од осамостаљења државе.

## Састав Прве лиге Македоније у сезони 2017/18.
| Клуб             | Насеље   | Стадион                   | Капацитет |
| ---------------- | -------- | ------------------------- | --------- |
| Академија Пандев | Струмица | Стадион Младост, Струмица | 6.500     |
| Вардар           | Скопље   | Арена Филип II Македонски | 33.460    |
| Пелистер         | Битољ    | Стадион Тумбе Кафе        | 8.000     |
| Победа АД        | Прилеп   | Стадион Гоце Делчев       | 15.000    |
| Работнички       | Скопље   | Арена Филип II Македонски | 33.460    |
| Ренова           | Џепчиште | Градски стадион у Тетову  | 15.000    |
| Силекс           | Кратово  | Градски стадион Кратово   | 1.800     |
| Скопље           | Скопље   | Стадион Железнарница      | 3.000     |
| Шкендија         | Тетово   | Градски стадион у Тетову  | 15.000    |
| Шкупи            | Скопље   | Стадион Чаир, Скопље      | 6.000     |

## Табела
| Поз. | Клуб             | Од. | П  | Н  | И  | ГД  | ГП | ГР  | Бод. | Коментар                              |
| ---- | ---------------- | --- | -- | -- | -- | --- | -- | --- | ---- | ------------------------------------- |
| 1    | Шкендија (Ш)     | 36  | 29 | 4  | 3  | 101 | 27 | +74 | 91   | 1. коло кв. за Лигу шампиона 2018/19. |
| 2    | Вардар           | 36  | 16 | 8  | 12 | 53  | 41 | +12 | 56   | 1. коло кв. за Лигу Европе 2018/19.   |
| 3    | Работнички       | 36  | 14 | 10 | 12 | 50  | 43 | +7  | 52   | 1. коло кв. за Лигу Европе 2018/19.   |
| 4    | Шкупи            | 36  | 13 | 12 | 11 | 51  | 46 | +5  | 51   | 1. коло кв. за Лигу Европе 2018/19.   |
| 5    | Силекс           | 36  | 13 | 11 | 12 | 30  | 37 | -7  | 50   |                                       |
| 6    | Академија Пандев | 36  | 10 | 12 | 14 | 43  | 47 | -4  | 42   |                                       |
| 7    | Ренова           | 36  | 10 | 11 | 15 | 36  | 53 | -17 | 41   |                                       |
| 8    | Победа (ПО)      | 36  | 10 | 8  | 18 | 36  | 56 | -20 | 38   | Бараж за другу лигу                   |
| 9    | Скопје (И)       | 36  | 7  | 14 | 15 | 24  | 43 | -19 | 35   | Друга лига Македоније                 |
| 10   | Пелистер (И)     | 36  | 8  | 10 | 18 | 37  | 68 | -31 | 34   | Друга лига Македоније                 |